# 西涌 (香港)
西涌（英語：Sai Chung）是位於香港大嶼山北岸、東涌西面的一個地方，亦指當地一條河涌。清朝時有屯兵進駐。以前該地東西兩邊各有一河涌流入海中，故分別標記為「東涌口」和「西涌口」兩個地方，最後因爲東邊的鄉鎮發展較好，人們統稱整個地區為「東涌」，現時甚少使用「西涌」這名稱。